# Balanophyllia elongata
Balanophyllia elongata är en korallart som först beskrevs av Henry Nottidge Moseley 1881.  Balanophyllia elongata ingår i släktet Balanophyllia och familjen Dendrophylliidae. Inga underarter finns listade i Catalogue of Life.